# 大経寺 (品川区)
大経寺（だいきょうじ）は、東京都品川区にある日蓮宗の寺院。

## 概要
1651年（慶安4年）の鈴ヶ森刑場の開設と同時に創建されたものと推測される。刑死者を手厚く葬ることは禁止されていたため、申し訳程度の小さな堂宇で、仏教の慈悲の心をもって秘かに供養されていた。
歌舞伎にも登場する鈴ヶ森刑場の題目供養塔は、1741年（元文6年）に建てられたものである。他にも水難者供養塔や馬頭観音供養塔など刑場とは無関係の供養塔も建てられている。
1942年（昭和17年）、日完の下で日蓮宗寺院「鈴森山大経寺」として正式に発足した。
1990年（平成2年）に、建物を鉄筋コンクリート造の近代的建築に新築した。

## 交通アクセス
- 大森海岸駅より徒歩5分。